# Beverly Hills Cop
Beverly Hills Cop (conocida como Un detective suelto en Hollywood en Hispanoamérica y Superdetective en Hollywood en España) es una película estadounidense de 1984, dirigida por Martin Brest. Protagonizada por Eddie Murphy, Judge Reinhold, John Ashton, Lisa Eilbacher, Ronny Cox, Jonathan Banks y Steven Berkoff en los papeles principales.
La película lanzó al estrellato internacional a Eddie Murphy y generó ganancias estimadas en USD 316.360.478, acercándose al segundo mayor éxito de 1984 (después de Los cazafantasmas). Tuvo tres secuelas: Beverly Hills Cop II (1987), Beverly Hills Cop III (1994) y Beverly Hills Cop IV (2024). En 2024 fue seleccionada para su conservación en los EE. UU. por el National Film Registry de la Biblioteca del Congreso de Estados Unidos, al ser considerada «cultural, histórica o estéticamente significativa».

## Argumento
Axel Foley (Eddie Murphy), es un detective del Departamento de Policía de Detroit cuya última operación encubierta no autorizada sale mal cuando intervienen dos agentes uniformados, lo que provoca una persecución a toda velocidad por la ciudad que causa daños generalizados. El superior de Axel, el inspector Douglas Todd, lo reprende por su comportamiento imprudente y amenaza con despedirlo a menos que cambie su forma de actuar.
Axel llega a su apartamento y descubre que su amigo de la infancia Mikey Tandino (James Russo) ha entrado en él. Mikey había estado en prisión por un robo de coche que ambos habían cometido en su juventud, pero desde entonces ha conseguido un trabajo como guardia de seguridad en Beverly Hills gracias a su amiga en común Jenny Summers.
Mikey le muestra a Axel algunos bonos al portador alemanes y Axel se pregunta cómo los consiguió, pero decide no preguntarle al respecto. Después de salir a un bar, regresan al apartamento de Axel, donde dos hombres, Zack Zack (Jonathan Banks) y Casey, dejan inconsciente a Axel, confrontan a Mikey por los bonos robados y lo asesinan.
Axel pide que lo asignen para investigar el asesinato de Mikey, pero el inspector Todd no lo permite debido a sus estrechos vínculos con Mikey. Con el pretexto de tomarse unas vacaciones, Axel viaja a Beverly Hills para resolver el crimen él mismo. Encuentra a Jenny trabajando en una galería de arte y se entera de los vínculos de Mikey con Victor Maitland (Steven Berkoff), el dueño de la galería. Haciéndose pasar por un repartidor de flores, Axel va a la oficina de Maitland para interrogarlo sobre Mikey, pero los guardaespaldas de Maitland lo arrojan por una ventana y lo arrestan por allanamiento.
En la estación de policía local, el teniente Andrew Bogomil (Ronny Cox) del Departamento de Policía de Beverly Hills asigna al sargento John Taggart (John Ashton) y al detective William Rosewood (Judge Reinhold) para que sigan a Axel. Tienen un encuentro humillante y cómico con él cuando inutiliza temporalmente su automóvil. Como resultado, Rosewood y Taggart no se llevan bien con Axel al principio, pero los tres comienzan a desarrollar un respeto mutuo después de que frustran un robo en un bar de striptease.
Continuando con su investigación, Axel se cuela en uno de los almacenes de Maitland, donde encuentra cajas llenas de posos de café. Sospecha que se han utilizado para envasar drogas, ya que sabe que a menudo se utilizan para ocultar el olor de las drogas de los perros policía. Axel también descubre que muchas de las cajas de Maitland no han pasado por la aduana.
Después de ser arrestado nuevamente, esta vez después de una pelea con Zack en el club de campo de Maitland, Axel intenta alertar a Bogomil de que Maitland debe ser un contrabandista, pero el jefe de policía de Beverly Hills, Hubbard (Stephen Elliott), que se ha enterado de las acciones de investigación imprudentes de Axel, ordena que lo escolten fuera de la ciudad. Axel convence a Billy de que recoja a Jenny y la lleve con ellos al almacén, donde está previsto que llegue un envío ese día.
Axel y Jenny entran en el almacén y descubren varias bolsas de cocaína dentro de una caja. Antes de que pueda llevarle esta nueva evidencia a Billy, Maitland llega con sus socios Zack y Casey. Maitland se lleva a Jenny y deja a Axel, ordenando que lo maten. Zack luego le dice a Axel que él fue quien mató a Mikey. Después de algunas dudas, Billy ingresa al almacén y rescata a Axel después de un breve tiroteo durante el cual mata a Casey.
Taggart rastrea a Axel y Billy hasta la propiedad de Maitland, donde se une a los dos para rescatar a Jenny y llevar a Maitland ante la justicia. Juntos, el trío elimina a cuatro de los hombres de Maitland, incluido Zack. Con la ayuda de Bogomil, Axel luego mata a Maitland y rescata a Jenny.
Llega al lugar una gran cantidad de policías, incluyendo al jefe Hubbard, que quiere una explicación por el tiroteo y los muertos. Hubbard le pide un informe de lo ocurrido al teniente Bogomil, y este le da una versión arreglada de la situación, para proteger a todos los involucrados y a él mismo. Hubbard, se da cuenta, pero la acepta, entendiendo los riesgos que los policías habían corrido, y el final satisfactorio, al desaparecer definitivamente Victor Maitland y sus asesinos de Los Ángeles.
Antes de partir de regreso a Detroit, el teniente Bogomil reivindica a Axel ante su superior en Detroit y parte escoltado por sus amigos John y Billy, Axel los invita a beber una cerveza. A pesar de estar en servicio, Taggart dice que una cerveza no hace daño, y los tres se dirigen a un bar recomendado por Axel.

## Reparto
- Eddie Murphy - Detective Axel Foley.
- Lisa Eilbacher - Jeannette 'Jenny' Summers.
- Steven Berkoff - Victor Maitland.
- Judge Reinhold - Detective William "Billy" Rosewood.
- Ronny Cox - Teniente Andrew Bogomil.
- John Ashton - Sargento John Taggart.
- James Russo - Mikey Tandino.
- Stephen Elliott - Jefe Hubbard.
- Paul Reiser - Detective Jeffrey Friedman.
- Gilbert R. Hill - Inspector Douglas Todd.
- Philip Levien - Donny.
- Jonathan Banks - Zack.
- Art Kimbro - Detective Foster.
- Joel Bailey - Detective McCabe.
- Bronson Pinchot - Serge.
- Damon Wayans - Banana Man.
- Michael Champion - Casey.

## Producción
La película tuvo un presupuesto de 15 millones de dólares y el rodaje comenzó el 14 de mayo de 1984. Se rodó en Beverly Hills, Pasadena, Hollywood, California, en Detroit y Dearborn en Míchigan, EE. UU.
En un principio era Sylvester Stallone el elegido para el papel de Axel Foley, pero este abandonó a pocas semanas del inicio de rodaje y se contrató a Eddie Murphy. A consecuencia se tuvieron que realizar una serie de modificaciones en el guion, de tal manera que en algunas escenas, los diálogos no estaban claros hasta justo antes de rodarlas. Destaca la escena de Stephen Elliott, el Jefe de policía, en la que lleva en la mano unos papeles (¡su texto!). Tal vez este también sea el motivo por el cual la película contiene diversas interpretaciones de Eddie Murphy, John Ashton y Judge Reinhold.

### Banda sonora
La melodía instrumental pura "Axel F", compuesta por Harold Faltermeyer, es muy reconocible y ha sido versionada desde entonces por numerosos artistas. La banda sonora ganó un premio Grammy por Mejor Álbum Original Escrito para una Película Cinematográfica o Especial de Televisión (1986).
Artículos seleccionados de la banda de sonido:
- Rockie Robbins - "Emergency"
- Shalamar - "Don't Get Stopped in Beverly Hills"
- The System - "Rock and Roll me Again" goof
- Junior Giscombe - "Do you really want my love"
- Harold Faltermeyer - "Axel F"
- Glenn Frey - "The Heat Is On"
- Danny Elfman - "Gratitude"
- Patti LaBelle - "New Attitude" and "Stir It Up"
- Pointer Sisters - "Neutron Dance"
- Greg Fulginiti - soundtrack mastering engineer

Aunque no pertenece oficialmente a la banda de sonido, "Nasty Girl" por Vanity 6 se escucha en el club de la striptease. Desde su lanzamiento en 1984, nunca hubo un lanzamiento oficial de la banda de sonido que fue compuesta por Harold Faltermeyer.
Con excepción de "Axel F" el lanzamiento de la banda de sonido aún no se ha concretado.
Sin embargo, 2 pistas de la banda fueron lanzadas en lados de B en los sencillos de vinilo de Axel F:
- "Discovery" - Se escucha en la escena donde las drogas son descubiertas por Axel Foley en el almacén.
- "Shootout" - Se escucha en la escena donde Billy Rosewood espera fuera del almacén y después decide a entrar.

Hay también versiones 12" ampliadas del tema de Axel F que fueron lanzadas en vinilo en la década de 1980.

## Fechas de estreno mundial
| País                                                                          | Fecha de estreno                 |
| ----------------------------------------------------------------------------- | -------------------------------- |
| Alemania                                                                      | Jueves 4 de abril de 1985        |
| Argentina                                                                     | Jueves 2 de mayo de 1985         |
| Australia                                                                     | Jueves 4 de abril de 1985        |
| Austria                                                                       | Viernes 29 de marzo de 1985      |
| Bélgica                                                                       | Miércoles 27 de marzo de 1985    |
| Belice · Costa Rica · El Salvador · Guatemala · Honduras · Nicaragua · Panamá | Miércoles 24 de abril de 1985    |
| Brasil                                                                        | Jueves 25 de abril de 1985       |
| Chile                                                                         | Lunes 20 de mayo de 1985         |
| Colombia                                                                      | Jueves 28 de marzo de 1985       |
| Dinamarca                                                                     | Viernes 8 de marzo de 1985       |
| Ecuador                                                                       | Miércoles 27 de marzo de 1985    |
| Egipto                                                                        | Viernes 10 de enero de 1986      |
| España                                                                        | Lunes 1 de abril de 1985         |
| Estados Unidos · Canadá                                                       | Miércoles 5 de diciembre de 1984 |
| Filipinas                                                                     | Miércoles 5 de junio de 1985     |
| Finlandia                                                                     | Viernes 15 de marzo de 1985      |
| Francia                                                                       | Miércoles 27 de marzo de 1985    |

| País                 | Fecha de estreno                |
| -------------------- | ------------------------------- |
| Grecia               | Jueves 21 de marzo de 1985      |
| Hong Kong            | Domingo 17 de febrero de 1985   |
| Israel               | Viernes 15 de febrero de 1985   |
| Italia               | Viernes 1 de marzo de 1985      |
| Japón                | Sábado 27 de abril de 1985      |
| Líbano               | Sábado 6 de abril de 1985       |
| Malasia              | Jueves 21 de marzo de 1985      |
| México               | Jueves 13 de junio de 1985      |
| Noruega              | Jueves 18 de abril de 1985      |
| Nueva Zelanda        | Viernes 5 de abril de 1985      |
| Países Bajos         | Jueves 4 de abril de 1985       |
| Perú                 | Jueves 9 de mayo de 1985        |
| Portugal             | Viernes 1 de marzo de 1985      |
| Reino Unido Irlanda  | Viernes 25 de enero de 1985     |
| República Dominicana | Jueves 4 de abril de 1985       |
| Singapur             | Miércoles 20 de febrero de 1985 |
| Sudáfrica            | Viernes 26 de abril de 1985     |
| Suecia               | Viernes 15 de febrero de 1985   |
| Suiza                | Miércoles 3 de abril de 1985    |
| Tailandia            | Sábado 4 de mayo de 1985        |
| Taiwán               | Sábado 30 de marzo de 1985      |
| Uruguay              | Jueves 9 de mayo de 1985        |
| Venezuela            | Miércoles 27 de marzo de 1985   |

## Recepción
La película tuvo un gran impacto en taquillas y le siguieron dos partes más. El sitio Rotten Tomatoes asigno a la película una puntuación de aprobación del 83 % por parte de 53 críticos, con una puntuación media de 7,3/10. El consenso del sitio web reza: «La película de policías compañeros continúa su evolución sin cesar con esta película protagonizada por Eddie Murphy, que es rápida, furiosa y divertida». Janet Maslin, del New York Times, escribió: «En Beverly Hills Cop, Eddie Murphy hace lo que mejor sabe hacer: interpretar al más astuto, moderno y rápido de lenguas de los desvalidos en un mundo de ricos. Eddie Murphy sabe exactamente lo que hace y triunfa en todo momento».
Recientemente, Netflix adquirió la licencia para producir una nueva entrega de Beverly Hills Cop.

## Premios y nominaciones

### OFTA Awards Online Film & Television Association
2020 Film Hall of Fame Inductees: Productions
- Premio Grammy 1986:[6] al mejor álbum musical para película[7] (Marc Benno,[8] Harold Faltermeyer,[9] Keith Forsey, Micki Free,[10] John Gilutin[11] Hawk,[12] Howard Hewett, Bunny Hull,[13] Howie Rice, Sharon Robinson,[14] Danny Sembello,[15] Sue Sheridan, Richard Theisen,[16] Allee Willis[17])
- Premio People's Choice Awards 1985: a la película favorita
- Premio Stuntman Award 1985: al mejor stunt vehicular (Eddy Donno)

### Nominaciones
- Premio Oscar 1985: al mejor guion para película (Daniel Petrie Jr., Danilo Bach[18])
- Premio BAFTA 1986: a la mejor música (Harold Faltermeyer[19])
- Premio Globo de Oro 1985:
- a la mejor película – Comedia/ musical[20]
- a la mejor actuación – cine (Eddie Murphy)[20]
- Premio Edgar 1985: a la mejor película (Daniel Petrie Jr.)